# Championnat d'Europe de football espoirs
Le Championnat d'Europe de football espoirs est une compétition de football qui oppose les meilleures sélections nationales d'Europe des moins de 21 ans. Elle est organisée par l'UEFA tous les deux ans.

## Histoire
De 1967 à 1970 une compétition nommée Coupe Challenge, est organisée pour les équipes de moins de 23 ans, où le vainqueur remet son titre en jeu à chaque match. De 1970 à 1976, un véritable Championnat d'Europe des moins de 23 ans est organisé par l'UEFA tous les deux ans (trois éditions de 1972 à 1976).
À partir de 1978, l'UEFA revoit l'âge limite et la compétition est dès lors réservée aux joueurs de moins de 21 ans. La compétition se déroule en deux phases : une phase préliminaire où les participants sont repartis en 8 groupes de 3 à 5 équipes puis une phase à élimination directe par matchs aller-retour des quarts de finale jusqu'à la finale.
Depuis 1992, le championnat d'Europe espoirs fait office d'éliminatoires pour les Jeux olympiques pour lesquels les demi-finalistes sont qualifiés. Ce tournoi est considéré comme un tremplin vers l'équipe A. De nombreux joueurs tels que le champion du Monde 2014 Mesut Özil, Klaas-Jan Huntelaar, Luís Figo, Petr Čech, le champion du Monde 2010 Iker Casillas, les champions du Monde 2006 Francesco Totti, Fabio Cannavaro, Gianluigi Buffon, Alberto Gilardino et Andrea Pirlo et le champion d'Europe 2004 Georgios Karagounis ont débuté leur carrière internationale au sein des espoirs. En 1994, la compétition est repensée et une véritable phase finale sous forme de mini-tournoi organisée dans un pays hôte voit le jour, à l'instar des tournois séniors. Afin de sortir de l'ombre de la Coupe du monde et du championnat d'Europe et séniors, les phases finales ont lieu lors des années impaires depuis 2007.

## Format
À l'origine (1972), les poules de qualifications se calquent sur les poules qualificatives des sélections nationales A pour les championnats d'Europe et du monde. Jusqu'en 1992, les participants sont répartis dans huit groupes qualificatifs dont les huit vainqueurs s'affrontent ensuite en matches aller et retour (à domicile et à l'extérieur) à élimination directe, des quarts de finale à la finale inclus.
En 1994, une phase finale réunissant les quatre demi-finalistes est mise sur pied. Elle se déroule en France, l'une des demi-finalistes désignée pour accueillir le tournoi qui comprend demi-finales, match pour la 3e place et finale. De même, l’Espagne est choisie pour accueillir le tournoi final en 1996.
En 1998, ce sont neuf groupes de qualification qui sont formés, la participation ayant atteint 46 nations soit près du double des 24 inscrits en 1976. Les sept premiers de chaque poule les plus performants sont directement qualifiés pour la phase finale, tandis que les deux vainqueurs de groupe les moins performants, la Grèce et l'Angleterre, s'affrontent en barrages pour la dernière place qualificative. La phase finale se déroule en Roumanie, l'un des huit qualifiés. Elle comprend les quarts de finale, les demi-finales, le match pour la troisième place et la finale, mais aussi des matchs de classement pour attribuer les places de cinquième à huitième entre les quarts de finalistes perdants.
L'édition de 2000 comprend également neuf groupes préliminaires. Les neuf premiers de groupe et les sept meilleurs deuxièmes s'affrontent ensuite en huitièmes de finale par matchs aller-retour. Les huit vainqueurs sont qualifiés pour la phase finale en Slovaquie, choisie comme hôte parmi les qualifiés. La phase finale comprend deux groupes de quatre équipes (une première dans la catégorie espoirs) dont les premiers jouent la finale et les deuxièmes se disputent la troisième place. La formule est reconduite en 2002 avec l’ajout lors du tournoi final de demi-finales opposant le  premier de chaque groupe au second de l'autre groupe. C'est la Suisse qui accueille la phase finale.
En 2004, dix groupes de qualification sont constitués, les dix premiers de groupe et les six meilleurs deuxièmes s'affrontent ensuite en huitièmes de finale par matchs aller-retour. C'est l'Allemagne qui est désignée pour recevoir le tournoi final. Pour l'édition 2006, les deux premiers de chacun des huit groupes de qualification disputent les huitièmes de finale par matchs aller-retour en novembre 2005. La phase finale se déroule au Portugal.
L'organisation du tournoi passe ensuite en années impaires. Le changement vise à s'adapter à la situation des équipes seniors de nombreux pays qui sélectionnent des joueurs de leur équipe des moins de 21 ans au fur et à mesure de l'intensification de leurs propres campagnes de qualification. L'étalement impair du tournoi laisse ainsi plus de temps aux jeunes joueurs pour se développer au sein des espoirs au lieu d'être promus trop tôt et de se contenter du rôle de réserviste chez les seniors.
L'édition de 2007 commence, avant même le déroulement de la phase finale de l'édition 2006, par un tour préliminaire en matchs aller-retour entre les 16 nations les moins bien classées à l'indice UEFA. Pour la première fois, le pays hôte de la phase finale est désigné avant le début de la compétition. Le choix se porte sur les Pays-Bas qui, en tant que pays hôte, sont qualifiés d'office. La phase de groupe des qualifications comprend 14 poules de trois équipes et chaque équipe ne dispute que deux rencontres, une à domicile et une à l'extérieur. Les 14 vainqueurs de groupe s'affrontent en barrages pour décider des sept derniers qualifiés. C'est la première fois que les éliminatoires espoirs ne correspondent pas à des éliminatoires séniors.
De 2009 à 2015, les participants sont répartis en dix poules qualificatives, les 10 vainqueurs du groupe et les quatre meilleurs deuxièmes se retrouvent lors de barrages en rencontres aller et retour pour désigner les sept qualifiés qui se déplaceront pour la phase finale sur le territoire du huitième, qualifié d'office.
La phase finale de 2015 est la dernière à 8 équipes. L'UEFA augmente le nombre de participants en phase finale à 12 équipes à partir de l'édition 2017. Ceci affecte l'organisation du tournoi. Les équipes sont réparties dans trois groupes de quatre équipes. Les trois premiers de chaque groupe sont qualifiés pour les demi-finale, ainsi que le meilleur deuxième de groupe.
Le 6 février 2019, le Comité exécutif de l'UEFA décide de porter le nombre de participants en phase finale à 16 équipes à partir de l'édition 2021.

## Palmarès

### Par édition

#### Moins de 23 ans
| Édition | Vainqueur        | Score (aller; retour) | Finaliste          | Demi-finalistes          |
| ------- | ---------------- | --------------------- | ------------------ | ------------------------ |
| 1972    | Tchécoslovaquie  | 2 - 2 3 - 1           | Union soviétique   | Bulgarie Grèce           |
| 1974    | Hongrie          | 2 - 3 4 - 0           | Allemagne de l'Est | Pologne Union soviétique |
| 1976    | Union soviétique | 1 - 1 2 - 1           | Hongrie            | Pays-Bas Yougoslavie     |

#### Moins de 21 ans
| 1978 | -                   | Yougoslavie      | 1 - 0 ; 4 - 4              | Allemagne de l'Est   | Bulgarie et Angleterre         | Bulgarie et Angleterre         | Bulgarie et Angleterre         |
| 1980 | -                   | Union soviétique | 1 - 1 ; 1 - 0              | Allemagne de l'Est   | Angleterre et Yougoslavie      | Angleterre et Yougoslavie      | Angleterre et Yougoslavie      |
| 1982 | -                   | Angleterre       | 3 - 1 ; 2 - 3              | Allemagne de l'Ouest | Écosse et Union soviétique     | Écosse et Union soviétique     | Écosse et Union soviétique     |
| 1984 | -                   | Angleterre       | 1 - 0 ; 2 - 0              | Espagne              | Italie et Yougoslavie          | Italie et Yougoslavie          | Italie et Yougoslavie          |
| 1986 | -                   | Espagne          | 1 - 2 ; 2 - 1 ap (tab 3-0) | Italie               | Angleterre et Hongrie          | Angleterre et Hongrie          | Angleterre et Hongrie          |
| 1988 | -                   | France           | 0 - 0 ; 3 - 0              | Grèce                | Angleterre et Pays-Bas         | Angleterre et Pays-Bas         | Angleterre et Pays-Bas         |
| 1990 | -                   | Union soviétique | 4 - 2 ; 3 - 1              | Yougoslavie          | Italie et Suède                | Italie et Suède                | Italie et Suède                |
| 1992 | -                   | Italie           | 2 - 0 ; 0 - 1              | Suède                | Danemark et Écosse             | Danemark et Écosse             | Danemark et Écosse             |
| 1994 | France              | Italie           | 1 - 0 (a.p.)               | Portugal             | Espagne                        | 2 - 1                          | France                         |
| 1996 | Espagne             | Italie           | 1 - 1 ap (tab 5-4)         | Espagne              | France                         | 1 - 0                          | Écosse                         |
| 1998 | Roumanie            | Espagne          | 1 - 0                      | Grèce                | Norvège                        | 2 - 0                          | Pays-Bas                       |
| 2000 | Slovaquie           | Italie           | 2 - 1                      | Tchéquie             | Espagne                        | 1 - 0                          | Slovaquie                      |
| 2002 | Suisse              | Tchéquie         | 0 - 0 ap (tab 3-1)         | France               | Italie et Suisse               | Italie et Suisse               | Italie et Suisse               |
| 2004 | Allemagne           | Italie           | 3 - 0                      | Serbie-et-Monténégro | Portugal                       | 3 - 2 a.p.                     | Suède                          |
| 2006 | Portugal            | Pays-Bas         | 3 - 0                      | Ukraine              | France et Serbie-et-Monténégro | France et Serbie-et-Monténégro | France et Serbie-et-Monténégro |
| 2007 | Pays-Bas            | Pays-Bas         | 4 - 1                      | Serbie               | Belgique et Angleterre         | Belgique et Angleterre         | Belgique et Angleterre         |
| 2009 | Suède               | Allemagne        | 4 - 0                      | Angleterre           | Italie et Suède                | Italie et Suède                | Italie et Suède                |
| 2011 | Danemark            | Espagne          | 2 - 0                      | Suisse               | Biélorussie                    | 1 - 0                          | Tchéquie                       |
| 2013 | Israël              | Espagne          | 4 - 2                      | Italie               | Pays-Bas et Norvège            | Pays-Bas et Norvège            | Pays-Bas et Norvège            |
| 2015 | Tchéquie            | Suède            | 0 - 0 ap (tab 4-3)         | Portugal             | Danemark et Allemagne          | Danemark et Allemagne          | Danemark et Allemagne          |
| 2017 | Pologne             | Allemagne        | 1 - 0                      | Espagne              | Angleterre et Italie           | Angleterre et Italie           | Angleterre et Italie           |
| 2019 | Italie              | Espagne          | 2 - 1                      | Allemagne            | France et Roumanie             | France et Roumanie             | France et Roumanie             |
| 2021 | Hongrie et Slovénie | Allemagne        | 1 - 0                      | Portugal             | Espagne et Pays-Bas            | Espagne et Pays-Bas            | Espagne et Pays-Bas            |
| 2023 | Roumanie et Géorgie | Angleterre       | 1 - 0                      | Espagne              | Israël et Ukraine              | Israël et Ukraine              | Israël et Ukraine              |
| 2025 | Slovaquie           | Angleterre       | 3 - 2 ap                   | Allemagne            | Pays-Bas et France             | Pays-Bas et France             | Pays-Bas et France             |

### Par nation
Seuls les tournois de moins de 21 ans sont pris en compte.

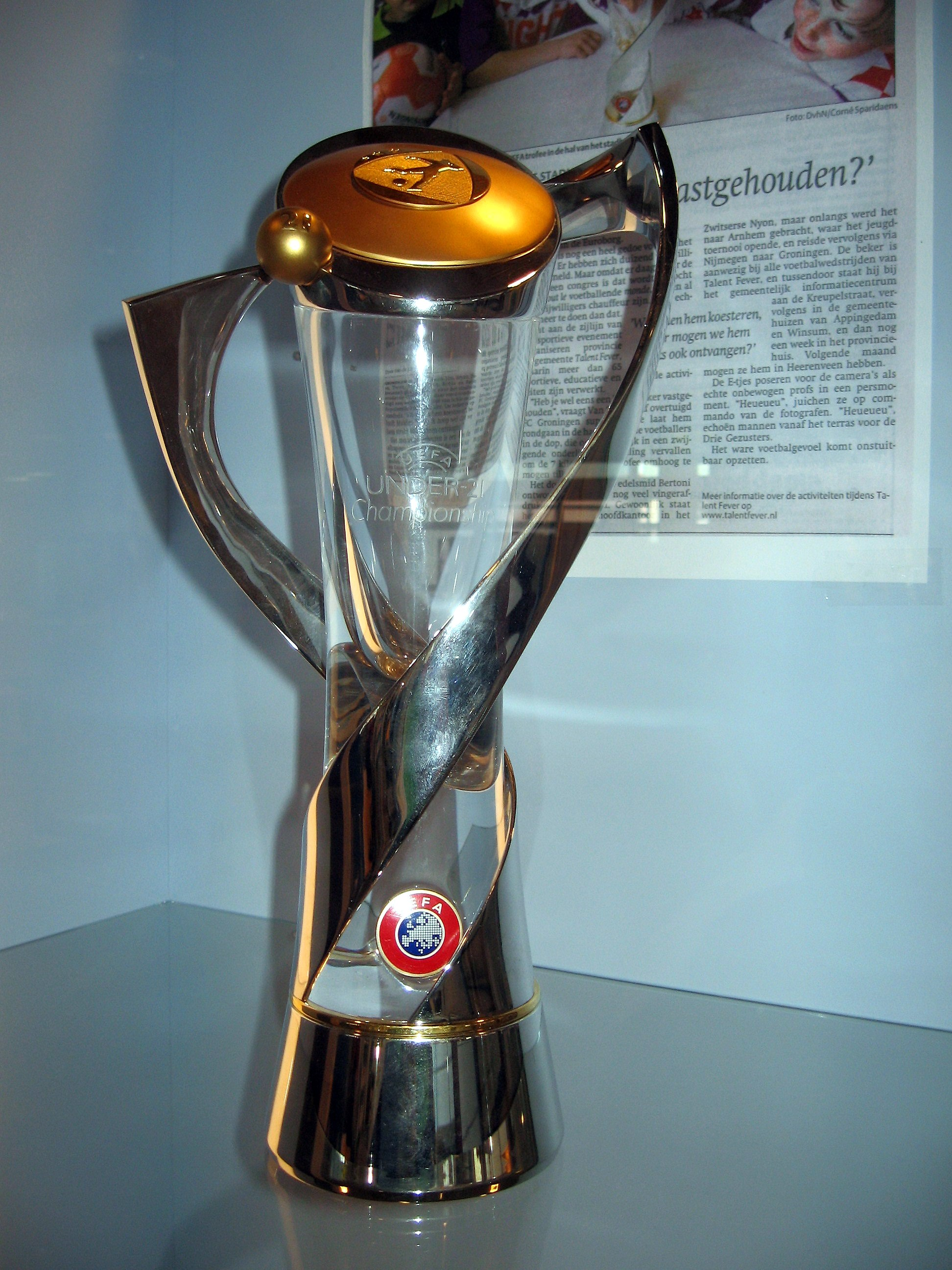
Le trophée du Championnat d'Europe de football espoirs.

| Rang | Pays               | Vainqueur | Finaliste |
| ---- | ------------------ | --------- | --------- |
| 1    | Espagne            | 5         | 4         |
| 2    | Italie             | 5         | 2         |
| 3    | Angleterre         | 4         | 1         |
| 4    | Allemagne          | 3         | 3         |
| 5    | Pays-Bas           | 2         | 0         |
| 5    | Union soviétique   | 2         | 0         |
| 7    | Yougoslavie Serbie | 1         | 3         |
| 8    | Suède              | 1         | 1         |
| 8    | Tchéquie           | 1         | 1         |
| 8    | France             | 1         | 1         |
| 11   | Portugal           | 0         | 3         |
| 12   | Allemagne de l'Est | 0         | 2         |
| 12   | Grèce              | 0         | 2         |
| 14   | Suisse             | 0         | 1         |
| 14   | Ukraine            | 0         | 1         |

### Meilleur joueur
- 1978 - Vahid Halilhodžić -  Yougoslavie
- 1980 - Anatoli Demyanenko -  Union soviétique
- 1982 - Rudi Völler -  Allemagne
- 1984 - Mark Hateley -  Angleterre
- 1986 - Manuel Sanchís -  Espagne
- 1988 - Laurent Blanc -  France
- 1990 - Davor Šuker -  Yougoslavie
- 1992 - Renato Buso -  Italie
- 1994 - Luís Figo -  Portugal
- 1996 - Fabio Cannavaro -  Italie
- 1998 - Francesc Arnau -  Espagne
- 2000 - Andrea Pirlo -  Italie
- 2002 - Petr Čech -  Tchéquie
- 2004 - Alberto Gilardino -  Italie
- 2006 - Klaas-Jan Huntelaar -  Pays-Bas
- 2007 - Royston Drenthe -  Pays-Bas
- 2009 - Marcus Berg -  Suède
- 2011 - Juan Mata -  Espagne
- 2013 - Thiago Alcántara -  Espagne
- 2015 - William Carvalho -  Portugal
- 2017 - Dani Ceballos -  Espagne
- 2019 - Fabián Ruiz -  Espagne
- 2021 - Fábio Vieira -  Portugal
- 2023 - Anthony Gordon -  Angleterre
- 2025 - Harvey Elliott -  Angleterre